# هيفيستوس
هيفيستوس أو هيفايستوس أو هيفست هو ابن لزيوس كبير الآلهة وابن لهيرا وأخ لهيستيا ربة الصبي والشباب والجمال والإله آرس رب الحرب. وهو رب الحدادة والنار والصناعة والبرونز في الميثولوجيا الإغريقية هو من شج رأس أبيه زيوس لتخرج منها أثينا وزوج للربة أفروديت.

## قصة ولادته
هوى هيفايستوس من السماء عند ولادته إلى قعر بركان فتشوه جسده وصار الإله الأعرج، وأقبح الآلهة منظراً، عكس أخيه الجميل تخلت عنه أمه، وربته الحوريات في البحر فحذق الصناعة والحدادة، وصار إله النار.
لم يحتفل أحد بولادته فقد انتظرته هيرا نفسها بصبي جميل ليحبه زيوس ويتوقف عن خيانتها ولكنه كان شاحباً وقبيحاً.

## زواج هيفستوس
تزوج هيفيستوس أفروديت إلهة الجمال والرغبة كعقاب فرضه زيوس عليها فخدعته ومالت إلى أخيه الجميل آرس مما أورثه مرارة كبيرة، كما أنه هو صانع باندورا أول امرأة في الأرض، وهو الصانع المفتان، وباني بروج أوليمبوس الإثني عشر، أو منازل الآلهة، كما أنه صانع أسلحتهم، وهو الذي فلق رأس زيوس لتخرج منه آثينا بكامل قوتها وزينتها.